# Joe Maloy
Joe Maloy (Somers Point, 20 de diciembre de 1985) es un deportista estadounidense que compite en triatlón. Ganó una medalla de oro en el Campeonato Mundial de Triatlón por Relevos Mixtos de 2016.

## Palmarés internacional
| Campeonato Mundial por Relevos Mixtos | Campeonato Mundial por Relevos Mixtos | Campeonato Mundial por Relevos Mixtos | Campeonato Mundial por Relevos Mixtos |
| Año                                   | Lugar                                 | Medalla                               | Prueba                                |
| ------------------------------------- | ------------------------------------- | ------------------------------------- | ------------------------------------- |
| 2016                                  | Hamburgo (Alemania)                   | Medalla de oro                        | Relevo mixto                          |